# Abtalion
Cet article possède un paronyme, voir Aftalion.
Abtalion (hébreu : אבטליון Avtalion) est une figure spirituelle majeure du judaïsme pendant la période du Second Temple. Av beit din (vice-président du Sanhédrin) entre 50 et 34 av. J.-C., il forme avec Shemaya (en) l’avant-dernier « binome » de l’ère des Zougot.

## Éléments biographiques
Abtalion est, comme le rappellent à plusieurs reprises les Talmudim, un prosélyte (Mishna Edouyot 5:6 ; TB Yoma 71b, Giṭ. 57b ; TJ Moëd Katan 81b). Il étudie, ainsi que son futur collègue Shemaya, auprès de Juda ben Tabbaï (en) et Shimon ben Shetah, les accompagnant probablement dans leur exil à Alexandrie lorsqu’Alexandre Jannée persécute les Pharisiens. Shemaya et Abtalion leur succèdent à la tête du Sanhédrin ; leur popularité est telle qu'ils en auraient éclipsé le Grand prêtre. Ils forment de nombreux disciples, dont Hillel et Shammaï, qui leur succèdent et dirigent la génération suivante.
En -37, lors de l’arrivée au pouvoir d'Hérode Ier le Grand, les deux pharisiens Abtalion et Shemaya recommandent de se soumettre au nouveau pouvoir, désormais inévitable. Ils sont appelés Pollion (Πολλίων) et Saméas (Σαμαίας) chez l'historien juif Flavius Josèphe (Antiquités juives, livre XV).